# Искре културе Војводине
Искра културе је награда која се додељује на годишњем нивоу од стране Културног Центра Војводине за савремено стваралаштво младом аутору или ауторки до 35 година старости, из свих области културног стваралаштва.
Годишње награде Културног центра Војводине су најрелевантније награде које се у Војводини додељују у области уметности.